# Campagna T-Rex
Le T-Rex est un véhicule à trois roues hybride entre une voiture et une moto sport, comportant un volant et deux sièges côte à côte et utilisant un moteur de moto à transmission manuelle. Inventé par Daniel Campagna, il est fabriqué en petite quantité à Plessisville de 1994 à 2008, puis à Boucherville à partir du début de l'année 2009.
Le véhicule consomme généralement moins qu'une voiture moyenne (moteur 1,4 L) tout en offrant de meilleures performances, passant de 0-97 km/h en 3,5 s et pouvant atteindre un maximum de 253 km/h dans son édition 2007. Un permis de conduire pour motocyclette (classe 6) est nécessaire pour le conduire jusqu'en 2009, année où la législation québécoise change et fait en sorte que le T-Rex est homologué comme un véhicule de promenade (classe 5).

## Historique

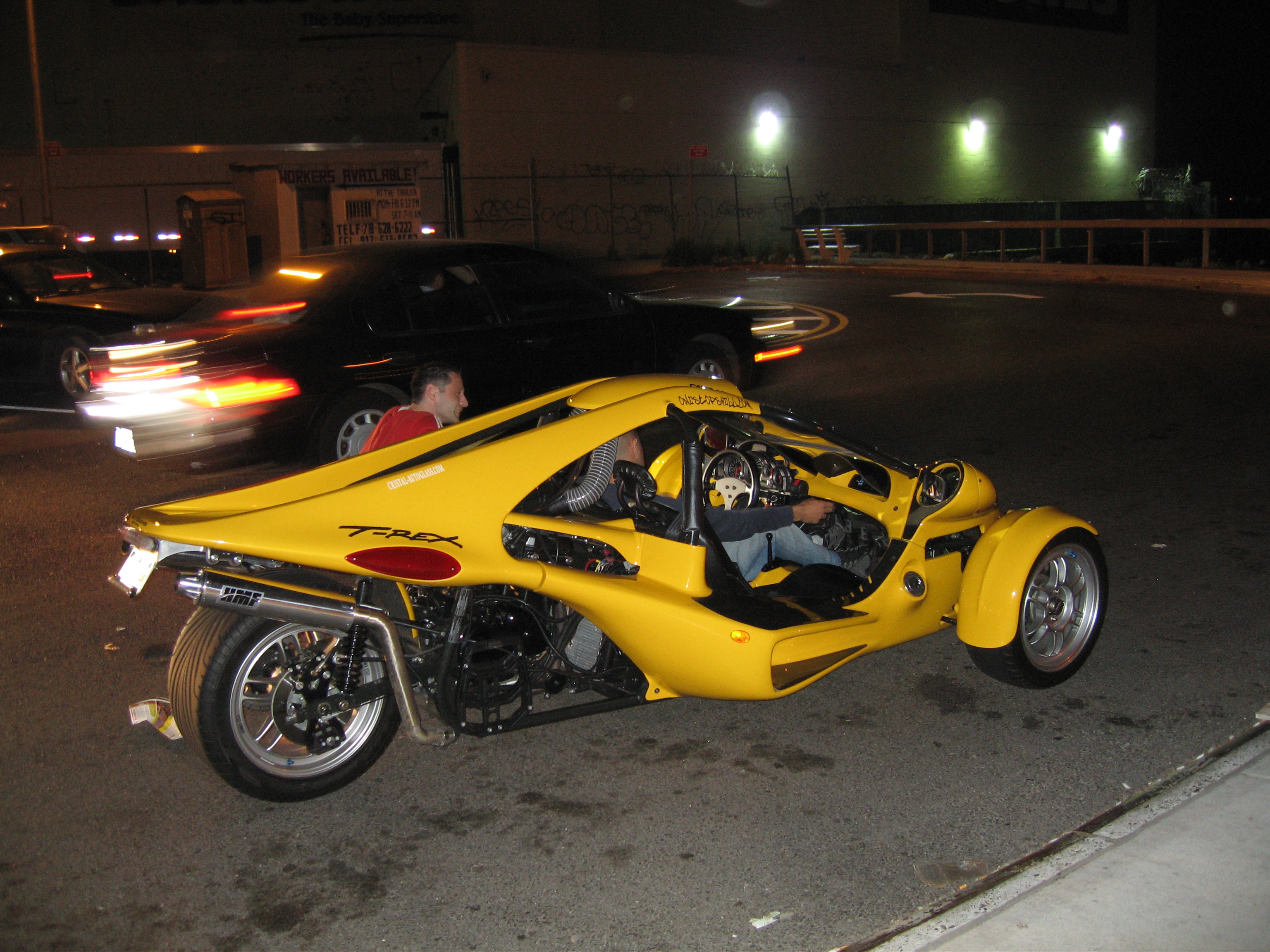
L'arrière, similaire à la moto.

En 1976, 1977 et 1979, Daniel Campagna est un coureur de la Formule Ford au Québec. Il fait quelques inventions significatives, dont la Voodoo en 1982. Il fait partie de l'équipe technique du coureur de Formule 1 Gilles Villeneuve[Quand ?]. Il fabrique à la main un premier modèle du T-Rex puis fonde sa propre entreprise, Campagna Moto Sport Inc., en 1990. Il réunit une équipe de travail et finalise un premier modèle du véhicule quelques années plus tard. La fabrication
De 1994 à 2000, le T-Rex est disponible uniquement dans la province. À partir du début des années 2000, il est vendu dans le reste du Canada et aux États-Unis. En juin 2004, l'entreprise Campagna Moto Sport est aux prises avec des difficultés financières et octroie une licence d'exclusivité mondiale de fabrication et de vente du T-Rex à la compagnie T-Rex Vehicles Inc.
Les actifs de la compagnie sont rachetés plus tard la même année par André Morissette et David Neault de Campagna Motors.
En janvier 2009, Campagna Motors annonce un déménagement de l'usine de Plessisville à Boucherville, notamment dans le but de se rapprocher de Montréal.
En juillet 2009, l'entreprise compte 23 employés produisant deux à trois T-Rex par semaine.

## Fiche technique d'un modèle récent
- Châssis : Multitubulaire en acier.
- Moteur : 6 cylindres, BMW 1600CC
- Transmission : 6 rapports, marche arrière.
- Carrosserie : Fibre de verre.
- Suspensions : Avant : triangles superposés / barre antiroulis Arrière : Bras oscillant
- Freins : Disques avant et arrière.
- Siège, pédalier : Ajustable.
- Direction: Crémaillère
- Pneumatiques : Avant : 205/45/ZR16 Arrière : 285/40/ZR17
- Dimensions: Empattement : 2 286 mm  Longueur : 3 500mm
- Poids : 525 kg
- Capacité du réservoir : 28 litres
- Performance : 0-97 km/h (3,9 s) / 112,6 - 0 km/h (51 m)
- Accélération latérale : plus de 1,3 g

## T-Rex et concurrents

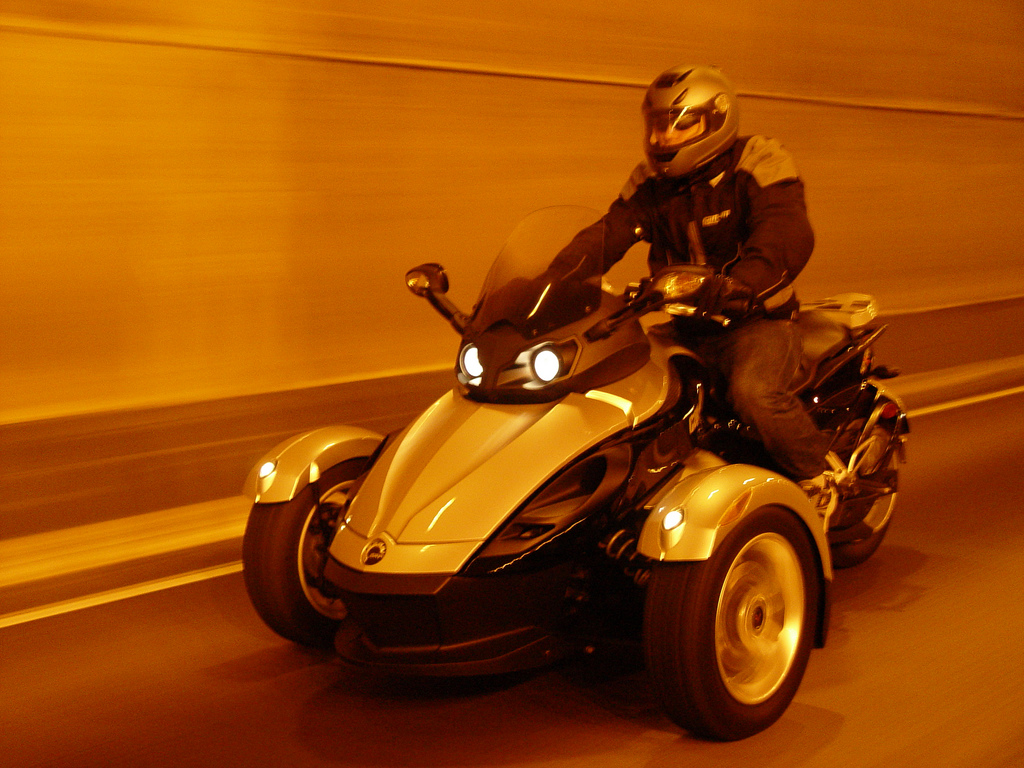
Spyder.

Le T-Rex est souvent confondu avec la Can-Am Spyder ou le Polaris Slingshot d'autres véhicules à trois roues. Le T-Rex est une automobile sport à trois roues alors que la Spyder est une moto à trois roues.
Plus récemment, la compagnie Polaris a mis en marché un trois roues appelé Slingshot qui est similaire au T-Rex par ses caractéristiques et son aspect. Il est cependant considéré comme une moto à trois roues par les autorités.

## Le T-Rex dans la culture populaire
Le T-Rex est utilisé durant plusieurs minutes du film québécois Nitro réalisé par Alain DesRochers mettant en vedette Guillaume Lemay-Thivierge.
Le T-Rex a ete introduit dans le jeu Gran Theft Auto V sous le nom de Raptor